# توزیع توانی

یک گراف نمونه با توانی که نشان دهنده رتبه‌بندی محبوبیت است. در سمت راست، دم طولانی قرار دارد، و در سمت چپ اندک افرادی است که غالب می‌باشند (به این موضوع قاعده ۲۰–۸۰ هم گفته می‌شود).

یک توزیع توانی (به انگلیسی: Power law) در علم آمار، نوعی رابطه تابعی بین دو کمیت است، که در این رابطه یک تغییر نسبی در یک کمیت، منجر به تغییر مرتبط متناسب در کمیت دیگر می‌شود؛ و این موضوع به سایز اولیه کمیت‌ها وابستگی ندارد: یک کمیت به صورت توانی از دیگری تغییر می‌کند. مثلاً مساحت یک مربع از دیدگاه طول ضلع آن را در نظر بگیرید، اگر طول دو برابر شود، مساحت در یک فاکتور چهار ضرب می‌شود.

## ویژگی‌ها

### بی‌مقیاسی
یکی از ویژگی‌های توزیع توانی مسقل بودن از مقیاس است. اگر رابطه {\displaystyle f(x)=ax^{-k}} را داشته باشیم و آرگومان (شناسه) x را توسط فاکتور ثابت c مقیاس دهی کنیم، تنها سبب یک مقیاس‌دهی متناسب برای خود تابع می‌شود، یعنی
{\displaystyle f(cx)=a(cx)^{-k}=c^{-k}f(x)\propto f(x),\!}
در اینجا علامت {\displaystyle \propto } نشان دهنده تناسب مستقیم است. یعنی مقیاس‌دهی با یک ثابت c، به سادگی رابطه توانی اصلی را در یک ثابت {\displaystyle c^{-k}} ضرب می‌کند؛ بنابراین این موضوع به معنی آن است که هر توزیع توانی با یک نمای مقیاس مشخص، از طریق فاکتورهای ثابت، با هم معادل اند، زیرا هر کدام به سادگی یک ورژن مقیاس‌دهی‌شده از دیگری هستند. این رفتار همان چیزی است که موقعی که از هر دو x و {\displaystyle f(x)} لگاریتم گرفته شود، یک «رابطه خطی» را می‌سازد: به خط مستقیم در نمودار log-log معمولاً «امضا» ی یک رابطه توانی می‌گویند. اگر با داده‌های واقعی کار کنیم، این مستقیم بودن لازم است، اما یک شرط کافی برای داده‌هایی که از رابطه توانی پیروی می‌کنند، نیست. در واقع راه‌های زیادی برای ایجاد داده‌های محدود وجود دارد، که از این رفتار امضایی تقلید می‌کنند، اما، در حد مجانبی‌شان، یک توانیی صحیح نیستند (مثلا موقعی فرایند ایجاد داده از توزیع لگاریتمی نرمال پیروی می‌کند). بنابراین تناسب و درستی‌سنجی دقیق مدل‌های توانی، یک زمینهٔ پژوهشی فعال در علم آمار است.

### فقدان وجود مقدار میانگین خوش-تعریف
یک متغیر توانی {\displaystyle x^{-k}}، فقط وقتی یک میانگین خوش-تعریف روی {\displaystyle x\in [1,\infty )}  دارد که {\displaystyle k>2} باشد و فقط وقتی واریانس محدود دارد که {\displaystyle k>3} باشد. بیشتر توزیع‌های توانی در طبیعت، نماهایی دارند که میانگین آن‌ها خوش تعریف است، ولی واریانس آن‌ها خوش تعریف نیست، و این به معنی آن است که پتانسیل رفتار قوی سیاه را دارند. این موضوع در این آزمایش قابل مشاهده است: اتاقی را با تعدادی از دوستانتان در نظر بگیرید، و فرض کنید می خواهیم، درآمد ماهیانه میانگین در اتاق را تخمین بزنید. حال فرض کنید که پولدارترین فرد جهان با درآمد ماهیانه تقریباً ۱ بیلیون دلار آمریکا به اتاق وارد شود. در مورد درآمد میانگین در اتاق چه رخ می‌دهد؟ در اینجا درآمد بر اساس یک توزیع توانی که توزیع پارتو نامیده می‌شود، توزیع شده‌است (مثلا، در واقعیت هم ثروت شبکه ای آمریکایی‌ها براساس توزیع توانی با نمای ۲ توزیع شده‌است).
از یک جهت، این موضوع، استفاده از آماره‌های سنتی، که بر اساس واریانس و انحراف معیار اند، را اشتباه و غلط می‌سازد (مثلا تحلیل رگرسیون). از جهت دیگر، این موضوع مداخلات مؤثر از نظر مالی را ممکن می‌سازد. برای مثال، اگر دود خروجی خودروها بر اساس توانی بین خودروها توزیع شده باشد (خودروهای بسیار کمی در بیشتر آلودگی‌ها مشارکت دارند) کافی است تا آن خودروهای بسیار اندکی را از جاده حذف کنیم، تا به صورت قابل ملاحظه‌ای، کل دود، کاهش یابد.
در اینجا، میانگین وجود ندارد، اما، برای یک توزیع توانی x –k با نمای {\displaystyle k>1}، مقدار آن 21/(k – 1)xmin می‌شود، که در آن xmin مقدار حداقلی است که برای آن توزیع برقرار است.

### جهانشمولی
هم‌ارزی توزیع‌های توانی با یک نمای مقیاس خاص، می‌تواند ریشهٔ عمیق‌تری در فرایندهای پویایی داشته باشد که رابطه توانی را می‌سازند. برای مثال، در فیزیک، گذار فاز در سیستم‌های ترمودینامیک با پدیدار شدن توزیع‌های توانی با کمیت‌های معین، مرتبط است، که در آنها به «نما» آنها «نمای بحرانی» سیستم گفته می‌شود. سامانه‌های متنوع با «نمای بحرانی» مشابه-که موقعی که به سمت بحران می‌روند، رفتار مقیاسی مشابهی را نمایش می‌دهند. این موضوع را می‌توان از طریق نظریه گروه بازبهنجارش نمایش داد، که آن گروه، در پویایی اساسی مشابهی مشترک می‌باشند. برای مثال، رفتار آب و CO2 در نقاط جوش‌شان در یک کلاس جهانی قرار می‌گیرند، زیرا «نماهای بحرانی» مشابهی دارند. در عمل، تقریباً همه گذارهای فاز مادی، فقط توسط مجموعه کوچکی از «کلاس‌های جهانی» توصیف می‌شوند. مشاهدات مشابهی، اگرچه نه به صورت جامع، برای انواع مختلف سامانه‌های خود سازمان یافته بحرانی انجام شده‌است، که در آن‌ها نقطه بحرانی سامانه نکته جذاب بوده‌است. به صورت صوری، به این «اشتراک پویایی»، جهانشمولی گفته می‌شود، و سامانه‌هایی که دقیقاً یک نمای بحرانی مشابه دارند، به یک کلاس جهانشمولی تعلق دارند.

## توابع توانی
علاقه عملی به روابط توانی، به صورت جزئی از سازوکارهای راحتی که توسط آن «کلاس‌های عمومی» معین آن‌ها را ساخته می‌شود، نشات می‌گیرد. نشان دادن یک رابطه توانی در یک مجموعه داده، می‌تواند به وجود نوع خاصی از «سازوکار» اشاره کند که می‌تواند زیربنای پدیده طبیعی مورد سؤال باشد، و همچنین می‌تواند نشان دهنده یک رابطه عمیق با دیگر سامانه‌های ظاهراً غیر مرتبط باشد، جهانشمولی را در بالا ببینید. همگیر بودن روابط توانی در فیزیک به صورت جزئی به علت محدودیت‌های ابعادی رخ می‌دهد، در حالیکه در سامانه‌های پیچیده، توزیع‌های توانی معمولاً امضایی از فرایندهای تصادفی سلسله مراتبی یا خاص در نظر گرفته می‌شوند. تعدادی از مثال‌های قابل ذکر برای توانی این موارد هستند: قانون پارتو در توزیع ثروت، خود-مشابهتی ساختاری در برخال‌ها، و توزیع‌های توانی در سامانه‌های زیستی. پژوهش دربارهٔ ریشه روابط توانی، و تلاش برای مشاهده و راستی آزمایی آنها در جهان واقعی، یک موضوع فعال پژوهشی در خیلی از زمینه‌های علمی است، که شامل فیزیک، علوم رایانه، زبان‌شناسی، ژئوفیزیک، علوم اعصاب، جامعه‌شناسی، اقتصاد و غیره است.
با این حال، بیشتر علاقه معاصر به توزیع‌های توانی از مطالعه توزیع احتمال می‌آید: به نظر می‌رسد که توزیع انواع متفاوتی از کمیت‌ها از حالت توانی پیروی کنند، حداقل در دنباله بالایی شان (وقایع بزرگ). رفتار این وقایع بزرگ این کمیت‌ها را به مطالعه نظریه انحراف بزرگ (که به آن نظریه مقدار حدی گفته می‌شود) پیوند می‌دهد، این موضوع فرکانس وقایع بسیار نادر مثل سقوط بازار سهام و رخدادهای طبیعی بزرگ را درنظر می‌گیرد. این موضوع در اصل در مطالعه توزیع‌های آماری که در نام آنها «توانی» وجود دارد، حضور دارد.
در زمینه‌های عملی، یک تقریب از توانی {\displaystyle o(x^{k})} معمولاً یک عبارت انحراف {\displaystyle \varepsilon } دارد، که می‌تواند نشان دهنده عدم قطعیت در مقادیر مشاهده شده باشد (احتمالا خطاهای اندازه‌گیری یا نمونه‌گیری) یا روش ساده ای برای مشاهداتی که از تابع توانی انحراف دارند فراهم می‌کند (احتمالا به دلایل تصادفی):
{\displaystyle y=ax^{k}+\varepsilon .\!}
از نظر ریاضیاتی، یک توزیع توانی محض نمی‌تواند یک توزیع احتمال باشد، ولی یک توزیع که تابع توان کوتاه شده‌است، ممکن است: {\displaystyle p(x)=Cx^{-\alpha }} برای {\displaystyle p(x)=Cx^{-\alpha }}  که در آن نمای {\displaystyle \alpha } (حرف یونانی آلفا و نه فاکتور مقیاس دهی {\displaystyle a} که در بالا استفاده شده‌است) از ۱ بزرگتر است (درغیر این صورت دنباله آن مساحت بینهایت دارد)، مقدار حداقل {\displaystyle x_{\text{min}}} هم نیاز است زیرا در غیر اینصورت موقعی که x به سمت ۰ میل می‌کند، توزیع مساحت بینهایت دارد، و ثابت C یک فاکتور مقیاس دهی است، که این فاکتور اطمینان حاصل می‌کند که مساحت کلی برابر ۱ است، این موضوع برای یک توزیع احتمال یک «نیازمندی» است. به صورت عمومی تر می‌توان از یک توزیع توانی مجانبی استفاده کرد- یعنی توانی که فقط در حد صحیح است؛ توزیع‌های احتمال توانی را در زیر برای جزئیات بیشتر ببینید. معمولا نما در بازه {\displaystyle 2<\alpha <3} می‌باشد، اگرچه این موضوع همیشه برقرار نیست.

## توزیع‌های احتمال توانی
به صورت آزادتر، یک توزیع احتمال توانی، نوعی توزیع است که تابع چگالی (یا تابع جرم در حالات گسسته)، برای مقادیر بزرگ x این فرم را دارد:
{\displaystyle P(X>x)\sim L(x)x^{-(\alpha -1)}}
که در آن {\displaystyle \alpha >1}، و {\displaystyle L(x)} یک تابع با تغییرات آهسته است، یعنی هر تابعی است که در این رابطه {\displaystyle \lim _{x\rightarrow \infty }L(r\,x)/L(x)=1} برای هر فاکتور مثبت r برقرار است. این ویژگی {\displaystyle L(x)} به صورت مستقیم از این نیازمندی که {\displaystyle p(x)} به صورت مجانبی ثابت مقیاسی است، پیروی می‌کند؛ از این رو فرم {\displaystyle L(x)} تنها کنترل‌کننده شکل و گستره محدود برای دنباله پایینی است. برای مثال، اگر {\displaystyle L(x)} یک تابع ثابت باشد، آنوقت ما یک توانی داریم که برای تمام مقادیر {\displaystyle x} برقرار است. در خیلی از حالات، راحت‌تر است که یک حد پایین {\displaystyle x_{\mathrm {min} }} را فرض کرد که از آن مقدار، قانون برقرار می‌شود. با ترکیب این دو حالت و این فرض که x یک متغیر پیوسته‌است، توانی فرم زیر را دارد
{\displaystyle p(x)={\frac {\alpha -1}{x_{\min }}}\left({\frac {x}{x_{\min }}}\right)^{-\alpha },}
در اینجا پیش-فاکتور {\displaystyle {\frac {\alpha -1}{x_{\min }}}} یک ثابت بهنجارسازی است. ما اکنون می‌توانیم ویژگی‌های مختلف این توزیع را در نظر بگیریم. برای مثال گشتاور آن به صورت زیر است
{\displaystyle \langle x^{m}\rangle =\int _{x_{\min }}^{\infty }x^{m}p(x)\,\mathrm {d} x={\frac {\alpha -1}{\alpha -1-m}}x_{\min }^{m}}
که تنها برای {\displaystyle m<\alpha -1} تعریف شده‌است. یعنی همه گشتاورهای {\displaystyle m\geq \alpha -1} واگرا هستند: موقعی که {\displaystyle \alpha \leq 2} میانگین و همه گشتاورهای سطح بالاتر بینهایت می‌باشند؛ موقعی که {\displaystyle 2<\alpha <3} میانگین وجود دارد، اما واریانس و گشتاورهای سطح بالاتر بینهایت اند و غیره. برای نمونه‌های با سایز محدود، که از این توزیع بیرون کشیده شده‌اند، این رفتار به معنی آن است که برآوردگرهای گشتاور مرکزی (مثل میانگین و واریانس) برای گشتاورهای واگرا هیچ وقت همگرا نمی‌شوند - یعنی مادامیکه داده بیشتری جمع‌آوری می‌شود آنها شروع به رشد می‌کنند. به این نوع توزیع‌های احتمال توانی، توزیع‌های با نوع پارتو، توزیع‌های با دنباله پارتو، یا توزیع‌های دارای دنباله‌های به صورت منظم متغیر گفته می‌شود.
یک اصلاح، که در فرم عمومی بالا برآورده نمی‌شود و یک محل مقطع نمایی دارد، به این صورت است:
{\displaystyle p(x)\propto L(x)x^{-\alpha }\mathrm {e} ^{-\lambda x}.}
در این توزیع، عبارت زوال {\displaystyle \mathrm {e} ^{-\lambda x}} در نهایت، در مقادیر بسیار زیاد x، بر رفتار توانیی غلبه می‌کند. این توزیع مقیاس پذیر نیست و بنابراین، از نظر مجانبی، یک توانی نیست؛ با این حال در یک فضای محدود قبل از نقطه قطع، مقیاس پذیر است. (توجه کنید که حالت اصلی بالا نیز مجموعه‌ای از این خانواده است که در آن {\displaystyle \lambda =0} می‌باشد). این توزیع جایگزین معمولی برای توزیع توانی مجانبی است، زیرا به صورت طبیعی اثرات سایز-محدود را در اختیار می‌گیرد.
توزیع‌های توییدی خانواده ای از مدل‌های آماری اند که با تحت «جمع» و «درهم‌پیچی» و نیز تحت «تبدیل‌های مقیاسی» بسته هستند(بستار تشکیل می‌دهند). از این رو، این مدل‌ها همه بیان کننده یک رابطه توانیی بین واریانس و میانگین هستند. این مدل‌ها نقش اساسی ای به عنوان کانون‌های همگرایی ریاضی دارند، مشابه نقشی که توزیع نرمال، به عنوان مرکزیت، در قضیه حد مرکزی دارد. این نوع تأثیر همگرایی توضیح می‌دهد که: چرا توانیی واریانس-به-میانگین به صورت گسترده‌ای در فرایندهای طبیعی ظاهر می‌شود، مثل قانون تیلور در بوم‌شناسی و مقیاس‌های نوسانی در فیزیک. همچنین می‌توان نشان داد که توانیی واریانس-به-میانگین، موقعی که در روش بازکردن جعبه نشان داده می‌شود، به معنی وجود نویز 1/f هستند، و اینکه 1/f درصد از نویز می‌تواند به عنوان نتیجه این تاثیر همگرایی توییدی بروز کند.